# Maria Kujawska (historyk)
Maria Kujawska (ur. 1935) – polska historyk, profesor nauk humanistycznych, profesor zwyczajny Collegium Da Vinci.

## Życiorys
Obroniła pracę doktorską, następnie uzyskała stopień doktora habilitowanego. 20 sierpnia 2002 nadano jej tytuł profesora nauk humanistycznych. Pracowała w Instytucie Historii na Wydziale Historii Uniwersytetu im. Adama Mickiewicza, oraz w Mazowieckiej Wyższej Szkole Humanistycznej i Pedagogicznej w Łowiczu.
Została zatrudniona na stanowisku profesora nadzwyczajnego w Wyższej Szkole Pedagogiki i Administracji im. Mieszka I w Poznaniu.
Piastowała funkcję profesora zwyczajnego w Collegium Da Vinci.